# 细长早熟禾
细长早熟禾（学名：Poa prolixior）为禾本科早熟禾属下的一个种。